# Duploperaclistus garudae
Duploperaclistus garudae är en plattmaskart som beskrevs av Martens och curini-Galletti 1989. Duploperaclistus garudae ingår i släktet Duploperaclistus och familjen Monocelididae.
Artens utbredningsområde är Indiska oceanen. Inga underarter finns listade i Catalogue of Life.